# アルファディア
ALPHADIA（アルファディア）は、日本のリムジンレンタルサービス。アルファディアとは、ギリシャ語で理想郷という意味の「アルカディア」と、一番という意味の「アルファ」を合わせた造語によるもの。

## 事業内容
- 『一般貸切旅客運送業一般貸切旅客運送事業(関自旅一第116号) 』
- 『特定労働者派遣事業(特13-3149)』

## 経営
2011年11月に設立。日本国内において数台のみ存在する最大・最長・最大定員のリムジン、エクスカージョンのうち、3台を所有。リムジンの送迎サービス、運転手派遣サービスを展開。関東エリアにてリムジンレンタルサービスを行い、渋谷、六本木、銀座、お台場、横浜みなとみらいなど観光スポットを中心にプランが用意されている。

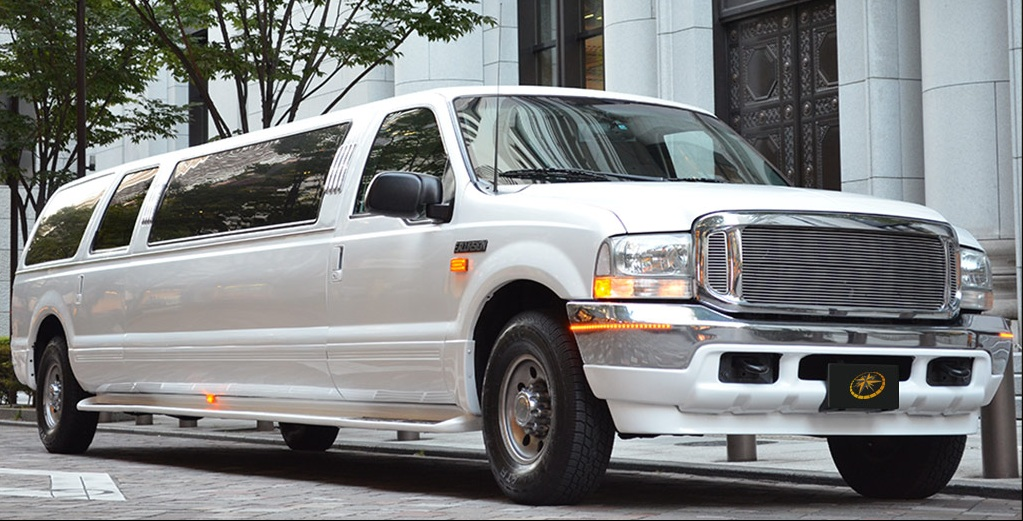
車体はFordのフルサイズＳＵＶのエクスカージョンをベースとした、120inchフルストレッチ リムジン

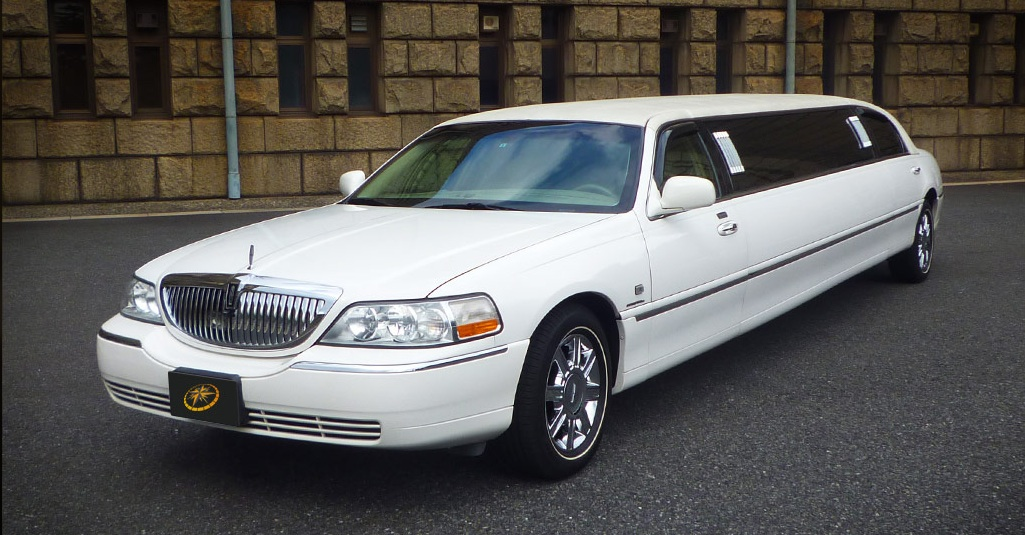
車体はリンカーンのフルサイズ・セダンのタウンカーをベースとした、120inchフルストレッチリムジン

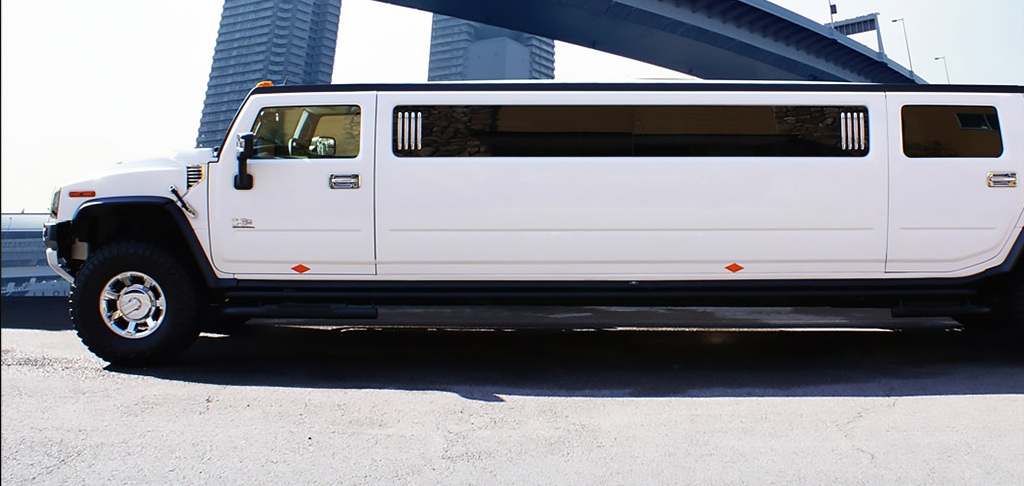
車体はＳＵＶを代表するハマーをベースとした、140inchフルストレッチリムジン

JFN系列で放送されているTOKYO FM製作の中西哲生と高橋万里恵がパーソナリティを務めるラジオ番組クロノスでは、ラジオリスナーの自宅から勤め先までアルファディアのリムジンでエスコートするプレゼント企画など、ユーモア溢れる企画を行い、話題を集めている。

## 媒体掲載
- SDN48「7cm」プロモーションビデオ協力[3]
- PAMEO POSE OPENING PARTY EVENT協力[4]
- TOKYO FM 『中西哲生のクロノス』リムジン通勤プレゼント企画協力｜2014年8月・12月[5]
- パイオニアキャンペーンサイト『CYBER DRIVE LAB』RESEARCH REPORT掲載[6]
- TOKYO FM 『中西哲生のクロノス』リムジン通勤プレゼント企画協力｜2015年6月・8月[7]
- ダイナースクラブ 『〜メンバーに聞くビジネスカード活用術〜Number1』｜2015年7月[8]
- 日本テレビ放送網 『ヒルナンデス！』企画協力｜2015年7月・12月[9]
- 集英社 『non-no（ノンノ）』掲載｜2015年11月[10]
- 株式会社KADOKAWA 『東京Walker』掲載｜2015年11月[11]
- 株式会社ボルテージ 『花より男子カフェ』企画協力｜2015年11月[12]
- 株式会社メトロプロパティーズ 『10th Echika PREMIUM CHRISTMAS』企画協力｜2015年12月[13]
- パイオニアキャンペーンサイト『サイバーナビTRY!Music Cruise Channelキャンペーン』企画協力[14]
- CITY LIVING TOKYO 『ウエディング体験リムジン会』企画協力｜2016年1月[15]
- ニッポン放送 『看板娘ホッピー・ミーナの HOPPY HAPPY BAR』企画協力｜2016年1月[16]
- アミューズ BABYMETAL『Only THE ONE Knows』企画協力｜2016年3月[17]
- 東京ニュース通信社 B.L.T.『乃木坂46特集』企画協力｜2016年3月[18]
- 株式会社 Fuji&gumi Games ファントム オブ キル『ファントム オブ キル ― ZEROからの反逆―』企画協力｜2016年4月[19]
- ソフトバンク株式会社 ソフトバンク 『リムジンクルーズ ＆ TGC Night 「Secret Xmas PARTY」』企画協力｜2016年12月[20]
- 株式会社タツミコーポレーション LLS セカンドシングル『Dig your heart』企画協力｜2016年12月[21]
- 東日本旅客鉄道株式会社 三井不動産株式会社 三菱地所株式会社 東京駅・日本橋・丸の内連携  東京エキマチ×プレミアムフライデー『東京エキマチプレミアムリムジン』企画協力｜2017年2月[22]
- ｉｎ ＦＡＭ ｓｔｅｐ『Don't feel stagnant』MV撮影協力｜2017年5月[23]
- Amazon『Amazonプライムビデオ』CM撮影協力｜2017年5月[24]
- 日本経済新聞 Drerich×アルファディア 共同企画｜2017年6月[25]

## 認可証明
関東運輸局許認可事項掲載

## 取扱車種
- 【エクスカージョン 120INCH リムジン】エンジン V10 6800cc / 全長 8.88m / 乗車店員 10〜11人(客室)
- 【タウンカー 120INCH リムジン】エンジン V8 4600cc / 全長 8.55m / 乗車定員 8人(客室)
- 【ハマーH2 140INCH リムジン】エンジン V8 6200cc / 全長 8.69m / 乗車定員 8人(客室)

## 関連事業
- ALPHADHIAドライバー派遣サービス - 公式サイト